# 高橋瑞子
高橋 瑞子（たかはし みずこ、1852年12月5日〈嘉永5年10月24日〉 - 1927年〈昭和2年〉2月28日）は、日本の医師。荻野吟子、生沢クノに次ぐ、日本で第3の公許女医である。当時の唯一の私立医学校でありながら、女子の入学を許可していなかった済生学舎に、女性である自身の入学を認めさせることで、女性の医学への門戸を開かせた。「日本女医の開拓者」「日本の女性医師育ての親」「女医のパイオニア」とも呼ばれる。その波乱万丈な生涯でも知られている。「瑞子」は医師となった後に名乗った名で、戸籍名は高橋 瑞（たかはし みず）、または高橋 みづ。別名、高橋 ミツ、高橋 みつ。姉の息子（養子）に、避妊法「オギノ式」で知られる医学博士の荻野久作がいる。

## 経歴

### 少女期 - 医学志願以前
三河国幡豆郡西尾（後の愛知県西尾市鶴ヶ崎町）で、中級武士である西尾藩藩士の家に誕生した。父は高名な漢学者とも言われ、和漢の学に造詣が深かったことで、瑞子は強い向学心を抱いて育った。幕末の動乱により、父は没落士族となり、生活は楽ではなかった。1862年（文久2年）、瑞子が9歳のときに父が病死し、母も間もなく死去した。
高橋家の家督は、長兄夫妻が継いだ。瑞子は兄たちが漢学を学んでいた影響で、自らも学問を望んだが、兄から「女に学問は不要」と希望を絶たれた。裁縫の教えを兄嫁に乞うたが、兄嫁に無視されたため、瑞子は既成の着物を解いて構造を研究し、自力で裁縫を身につけた。この頃より、他人に頼らず自力で道を突き進んでゆく性格は顕れていた。
1877年（明治10年）、東京の伯母から「養女に迎えたい」と乞われて上京したが、伯母の家ではすでに養子が迎えられており、結婚を前提とした話であった。伯母が財産家にもかかわらず吝嗇家で、瑞子にろくに食事を与えないなど虐待したことなどが理由で、結婚話は約1年で破綻し、瑞子は家を出た。
生活のため、ある家に手伝いとして住み込んだところ、その家の者の弟への嫁入りを勧められた。相手は小学校の教員であり、生活の上でも不安がないと思われたが、これも失敗して離婚した。この他に、車屋と同棲して飢えを凌いだ話なども伝えられている。後年に瑞子と親交（後述）を持つ吉岡彌生は、当時の瑞子の生活の窮状を、自著で以下の通り述べている。

### 産婆修行

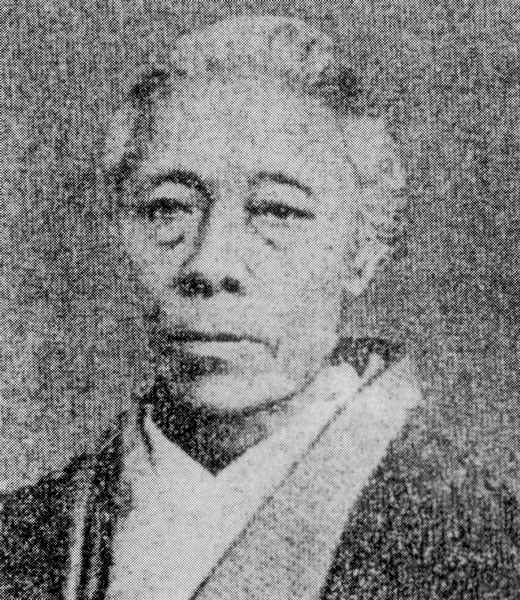
津久井磯

当時の東京で、女性が1人で自活していくことは並大抵のことではなかった。瑞子は手に職を付けることを考え、産婆（助産師）への道を志した。良妻賢母の思想が根強く、女性が仕事に就くことが困難であった当時、産婆は例外的に女性のみが勤めることのできる稀有な職業であり、その上、収入も安定し、政府や地域社会に認められた職業でもあった。
産婆会の会長である津久井磯が、前橋で数人の助手を雇って開業していたことから、1879年（明治12年）、瑞子は前橋に移り、知人の紹介により、磯の助手として住み込みで勤めた。瑞子は新参者にもかかわらず、早々に頭角を現し、磯の信頼を得るに至った。磯の没後に建立された後述の顕彰碑にも、瑞子のことが「従遊もっとも久しく、学術最も勝る」と記載されている。
折しも1876年（明治9年）に、東京府で産婆教授所が設置されて以来、産婆教育は従来の徒弟制度に代り、正式な産婆教育が開始された時期であった。磯は瑞子に、正式に産婆学を学ぶことを勧めた。1881年（明治14年）、瑞子は産婆開業資格を取るべく、上京して産婆養成所である紅杏塾（後の東京産婆学校）で学んだ。学費は磯が援助した。瑞子は磯の助手として産婆の実践を学ぶことに加えて、この紅杏塾で、その実践を裏付ける理論を学んだ。特に徒弟制度では学ぶことのできない異常妊娠分娩産褥論、初生児処置などを学ぶことで、学問としての知識と技術、医師と産婆の職域の違いを明確に理解した。1882年（明治15年）に紅杏塾を卒業。同1882年、内務省産婆免許を取得した。
産婆は当時、社会進出を目指す女性にとっての花型職業であったが、東京府の産婆は約3千人のところ、正式な免許取得者は、仮免許を含めてもわずか658人であり、瑞子のような産婆が希少な存在として尊重されていたことが示されている。後年に発行された愛知県西尾市の『西尾市史』では。「本邦に於て、内務省の産婆免許は、實に瑞子を以て嚆矢とす」と記載があり、瑞子は内務省の免許を持つ日本でも数少ない先駆的な産婆であったと見られている。

### 医学への転身
磯は瑞子を自分の後継者にと考えており、自分の息子の妻にと考えていたともいうが、瑞子は東京での産婆開業資格を取得後、前橋に戻らずに東京に留まり、医師を志した。
産婆から医師への転身の理由については、以下の説が唱えられている。
- 内職程度では自立が困難なことから、最初から収入の多い職業として医師を志しており、産婆はその医師の学費を稼ぐための手段だった[19][36]。
- 先述のように医師と産婆の違いを明確に理解したことから、産婆では救いきれない命があると考えた[31][37]
- 高い向学心により、産婆の仕事に満足できなかった[29]。
- 磯の夫が産婦人科医であり、瑞子は住み込み先の産婦人科医と産院の両方を見ていたことが事情にあった[38]。

吉岡彌生はこれらの内、最初から医師を志していたとの説を支持し、自著において以下の通りの推測を述べている。

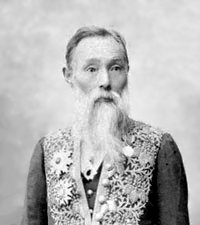
長與專齋

しかし当時、女性は医学校の入学も、医師開業試験も受験資格がなかった。1883年（明治16年）、瑞子は持ち前の行動力から、内務省衛生局長である長與專齋に直訴して、現状を訴えた。長與の返事は「もうしばらく待て」とのことであった。瑞子はこれを良い感触と受取り、勉強のために大阪の病院での実地で内科、外科、産婦人科を学んだ。
しかし学費が不足したと見られ、翌年に前橋に戻って、「新産婆」の看板を出して開業した。当時の正式な免許を得た産婆の1人であったことで名声を博し、産婆として大いに活躍した。地元の有力者と相談して、地元で優秀な産婆を育てる必要性を説き、産婆学校の開設を考えるなど、正式な産婆の少ない当時としてはユニークな試みもあった。

### 勉学時代

#### 済生学舎
1883年（明治16年）10月、内務省で女子の開業医試験の受験が許可された。翌1884年（明治17年）、荻野吟子が医術開業試験に合格した。瑞子はこの報せを新聞記事で読み、女子に医師への道が開かれたと知った。しかし開業試験の受験には、医学校での勉強が条件に課せられていた。
女子も入学可の医学校としては、成医会講習所（後の東京慈恵会医科大学）があったが、月謝半年分の前納が条件であったため、学費不足から断念した。続いて前納金の不要な月謝制の医学校として、当時の唯一の私立医学校である済生学舎の門を叩いた。済生学舎は、純然たる開業試験の予備校であり、月謝も月ごとの分納であったため、瑞子のように苦学する立場の者には、非常に好都合な学校であった。

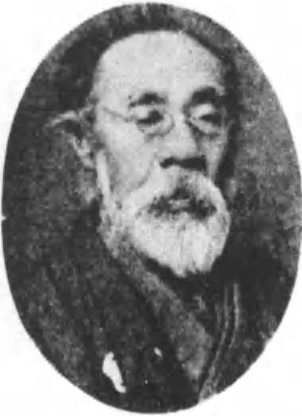
長谷川泰

済生学舎は、後年に女子の入学を許可するものの、当時はまだ不許可であった。瑞子はその押しの強い性格から校長に面会を求め、3日3晩にわたって無言で校門に立ち尽くした。食事も睡眠もとらず、男子学生たちの冷やかしや野次にも耐え続けた。3日目に校長の長谷川泰に会うことができたが、返事は「考えておきましょう」のみであったため、その後も連日で嘆願し、10目にして入学を許可された。普段は男同然に振る舞う瑞子は、入学を許可されて初めて、声を立てんばかりに泣いた。
同1884年、瑞子は済生学舎で初の女生徒となった。周囲の学生は男子ばかりであり、瑞子は紅一点といえば聞こえは良いが、後述のように大柄の上に化粧気もなく、男子学生たちからは嫌がらせの的となった。奇声、口笛、嘲笑、黒板の卑猥な落書きなどの嫌がらせが続いたが、瑞子はそれを無視して勉強を続けた。包帯の実習など、2人1組での実習でも、瑞子と組もうとする男子学生はいなかった。骨の標本を観察しようとしたところ、男子学生が貸さないので、夜に墓場から骨を彫り出し、洗って用いたとの逸話もあった
男子たちよりも瑞子を苦しめたものは、資金面であった。頼れる親戚は皆無であり、産婆で稼いだ資金に、津久井磯からのある程度の援助、さらに身の周りのほとんどの物を質入れしても、まったく不足であった。瑞子は勉強の傍らも内職で女中、手紙の代筆、着物の仕立てなど、自力で生活費と学費を捻出した。学校を終えて、19時頃に帰宅すると復習、その間に病院へも顔を出し、日付が変わる頃には内職に取り掛かった。学校では日暮れになってもランプの灯りが暗く、黒板の文字がよく見えない上に、後方の座席では講義も聞き取れないために、できるだけ良い席を確保するために、翌朝はまだ暗い内から書物を背負って、学校へ向かった。怪しげな姿を、よく巡査から咎められた。文字通り、不眠不休の生活であった。ろくな食事をとることもなかった。当時の金銭的な窮状を、瑞子は後年、以下の通り振り返っている。

#### 医術開業試験 - 順天堂医院

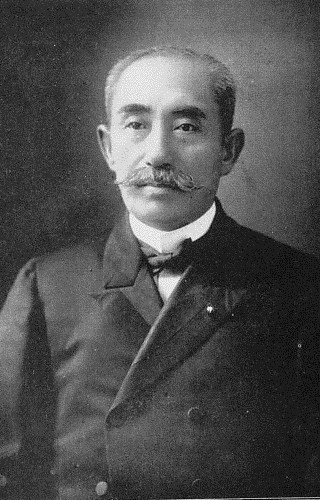
佐藤進

1885年（明治18年）に、医術開業前期試験（物理学、科学、生理学、解剖学）に合格した。続く後期試験にあたっては臨床試験があったため、順天堂医院に実地研修の申し入れたが、やはり女子は不許可であった。偶然にも、当時の自宅の隣人が順天堂医院の院長である佐藤進の甥であり、瑞子の猛勉強ぶりを知っており、この甥が佐藤に進言したことで受け入れが許可され、同医院で女性初の医学実地研修生となった。
順天堂では瑞子の窮状から、月謝が免除された。入学金のみ要したため、瑞子は「どうせ夜は本当に寝ないから」といって、夜具を売り払って入学金にあてた。佐藤進はその事情を同情し、その入学金も返金したが、瑞子は「一度手元を離れた金だから」と、その金で夜具を買い戻すのではなく、以前から欲しかった聴診器を買った
。佐藤は、すべてを医学に捧げる瑞子に感心して、親身になって瑞子を指導した。また佐藤の妻の佐藤志津は、窮状を抱える女性への支援を惜しまなかった人物であり、あまりに質素な瑞子の身なりを見かね、自分の古着を贈るなどして支援した。
1887年（明治20年）3月には後期試験（外科学、産科学、婦人科学、眼科学、薬理学、衛生学、細菌学）に合格、翌1888年（明治21年）、36歳にして日本で第3の公許女医として登録された。

### 開業
同1888年（明治21年）、佐藤志津や知人たちの援助を得て、日本橋の元大工町（後の東京都中央区八重洲1丁目付近）に「高橋瑞子医院」を開業した。場所は魚河岸に近い町であり、周囲からは「女医さんなら山の手のような品の良い場所がいいのに」とも言われたが、瑞子は「粗野な自分には下町の気風が似合う。日本橋なら金回りは良いし、診察代の取りっぱぐれもない」と言い放った。開業にあたっては借金もしたが、貸主は瑞子の将来性を見込み、無利子に等しい状態で貸したといい、これも瑞子の人望を物語っていた。
開業初日には、順天堂での縁からか、大勢の医師たちが開業祝いに駆け付けて、下町の住人たちから驚かれた。後述のように瑞子が男のような気性であったため、江戸っ子気質の現地の人々から支持され、開業早々から盛況であった。当時は女医が珍しかったことも、人気の要因となった。
困窮者からはあえて診察料を受け取らず、かといって金持ちから必要以上の診察料を取りたてることもなく、患者たちから慕われた。それどころか、貧乏な患者には帰り際に米を持たせることすらあった。魚屋からは新鮮な魚が、八百屋からは野菜や果物が届けられ、生活にも困ることはなかった。
瑞子は患者の中でも特に、子供を大事にした。あるときに富豪の家の子供が、母に付き添われて診察に訪れると、瑞子はその子が虚弱体質だとわかり、母に「この子を殺したければ、せいぜい学校に通わせれば良いでしょう。でも長生きさせたければ、家で遊ばせるのが良いでしょう」と勧めた。母は勧めに従い、子供を退学させた。

### ドイツ留学
1890年（明治23年）、38歳のとき、ドイツのベルリン大学で本場の医学、特に産婦人科学を学ぶことを望んだ。理由は、瑞子は多くの患者を診察する内に、自分の未熟さを痛感し、より医学を学ばなければならないと考えるようになったため、または後述のような男装姿を警官から不審に見られ「本当に医者か」「免許を見せろ」などといわれ、国外の勉強で男以上の実力をつけることを望んだため、などの説がある。また、岡見京がアメリカのペンシルベニア女子医科大学を卒業して医師となったことに触発されて、アメリカに対して本場のドイツの医学を学ぶ気持ちを抱いた可能性も、示唆されている。佐藤進は「アメリカ行きなら助力できる」とアメリカを勧めたが、瑞子はあくまでドイツ行きを希望した。
留学資金の調達には、開業時の借金の貸主の援助があった。また言葉の問題については、恩師の津久井磯の義孫（磯の夫の先妻の子の息子）がドイツ語を学んでいたため、家庭教師を乞い、付け焼刃ながらドイツ語を学んだ。瑞子は喘息持ちで体が弱く、ドイツは気候面で不安があり、周囲は反対したが、瑞子は「死んでもいいから行きたい」と、その反対を振り切って日本を発った。
下調べも紹介状もない独断での渡航であり、ドイツでもどの大学も女子の入学を許可していなかった。そもそも当時のドイツは、女子の医術開業自体を禁止しており、医学や技術自体はともかく、女医の道の点では日本に後れをとっていた。
その瑞子の窮状が、ベルリン大学のコッホ研究所に勤めていた北里柴三郎の耳に届いた。北里は「40歳近くでドイツ語もうろ覚えの女性が、ベルリンに医学を学びに来た」と聞き、驚いて椅子から転げ落ちそうになったとも伝えられる。北里は佐々木東洋と共に、オーストリアのウィーン大学への留学を手引きしようとしたが、瑞子の願いはあくまで、ドイツでの勉学だった。またウィーン大学もドイツ同様、女人禁制であった。
当時の瑞子の下宿先は、薬学者の長井長義や理学博士の田中正平がドイツ留学時に滞在した場所であり、そこの女主人は、日本人から「日本婆さん」と呼ばれるほどの親日家、且つ聡明な人物であった。この女主人が瑞子に同情すると、瑞子はこう言い切った。
女主人は、瑞子の真摯さに心を打たれて、瑞子を連れてベルリン大学の医学部教授のもとを訪れ、こう訴えた。
この女主人の尽力の末に、瑞子はベルリン大学に受け入れられた。入学こそできなかったものの、聴講生としての受講、臨床実験の見学も許可され、産婦人医学を修めることができた。北里らはその勇気と執念深さに驚くと共に、感心した。岡見京のようにアメリカにわたって女医となった例はあるが、医師の資格を得てからドイツへ留学した日本女性は、瑞子が初であった。
瑞子がドイツで学んだ内容は、具体的には明らかになっていないが、このときベルリン大学で瑞子が紹介された教員は、当時のドイツ屈指の産婦人科執刀医であるロバート・ミカエリス・フォン・オルスハウゼンであったことから、高度な知識と技術を習得することができ、日本へ帰国後の多くの母子救済に活かされたものと考えられている。

### 帰国 - 日本での再開業
翌1891年（明治24年）、瑞子は慣れないドイツの地での無理が祟り、病気を患って吐血した。先滞在費に加えて治療費で留学資金が尽き、重症のまま帰国した。一時は命すら危ぶまれ、佐々木東洋が「無事に帰国するのは難しいかも知れない」と危惧するほどの病状であった。ドイツの3人の医師が「ドイツでの回復は困難、航海中の無事も保証できないが、日本へ近づくのが良い」との判断での帰国であったが、帰国後は病状が奇跡的に回復した。この医師たちや、ベルリン大学への手引きをした下宿先の女主人への恩義を、瑞子は帰国後に以下の通り語った。
日本橋での再開業後は、ドイツ仕込みの腕前との評判により、医院の名声も高まり、同業者の間でも羨望の的となった。ベルリン滞在期間は、佐藤進や長井長義と比較すると非常に短期間だが、短期だからこそ、現地で得られるものを徹底的に得ようと努力していたようで、帰国から引退までに、産婦人科医および小児科医として、症例研究を扱って発表した論文が、後年にいくつか発見されている（後述）。当時、女医としての医学雑誌への投稿は、非常に珍しいことであった。
瑞子の医院には女性が勤めたことがあったが、夜道の往診で危険な目に遭った経験から、以後、瑞子は男性のみを内弟子に雇った。「男ならどこへ放り出しても大丈夫」との弁だった。女性はかえって世話が焼けるといい、「女は駄目だ」が口癖だった。男性たちは用心棒も兼ね、薬局や代診も手伝った。
当時の瑞子の経済状況については資料が確認されていないが、この数年後に吉岡彌生が開業したときの年収が2千円で、これが一流の地方病院に相当することから、瑞子の年収はその数倍と見られている。なお、当時の総理大臣の年俸が9600円の時代であった。

### 晩年
「歳をとって、万が一にも誤診をしては大変なことになるから、60歳で廃業する」と以前から宣言しており、その言葉通り1914年（大正3年）の還暦の祝宴で引退を表明して、潔く引退した。引退に際しては新聞2社に、以下の記事を掲載した。
日本女医会による『日本女医会雑誌』同年10月10日号では、瑞子の引退を受けて、その偉業が「女史の履歴は立派な一遍の立志談で吾々後進者を益する事少なくないと信じます私共は女医会の偉人なる女史を永く忘れてはならないと思ひます」と讃えられた。
引退後は病院を閉じて、京橋区六兵衛町に転居した。その後は青年期とは対照的に、和歌を嗜むなど、静かな余生を送った（後述）。和歌は父譲りの趣味であり、自ら和歌を詠う傍ら、両親の遺稿集『春河流集』を発行した。西尾の和歌集団との交流のために頻繁に帰郷し、郷里の寺に自ら建てた父の碑に前に佇むことも多かった。
瑞子が済生学舎の門戸を開いたことで、済生学舎は1901年（明治34年）に全女子学生を締め出すまでに、約百人の女医を輩出した。中途退学者や、途中で挫折した学生も含めれば、その数は400から500人にまで上った。医師を志す女性の学ぶ場所を瑞子が獲得したといえ、こうして女性が医学を学ぶ道を拓いたことこそを、瑞子の最大の功績とする声もある。しかし当の瑞子自身は「500や600のお産を見た程度で専門家気どりとは、近頃の娘さんはいい度胸だね。私なんざ、開業までに2万人を手がけたよ」などと毒舌も吐いていた。
1917年（大正6年）、自動車に右脚を轢かれる大事故に遭い、意識不明の重傷に陥ったが、かつて学んだ順天堂病院に搬送されて、一命をとりとめた。大正初期は東京中心部でもまだ自動車の数は少なく、交通事故は非常に珍しいことであった。
産婆として学んでいた津久井磯は瑞子にとって終生の恩師であり、終生にわたり、親戚同然に温かく交際を続けた。磯の没後（1910年〈明治44年〉死去）には、顕彰碑の建立のために奔走した。1920年（大正9年）、前橋で顕彰碑の除幕式に参列した。先述の磯の義孫のことも可愛がり、彼が1年間の世界漫遊旅行に発つ際には、その費用を無利子で気前良く貸した。
晩年は病気がちとなり、1927年（昭和2年）2月23日に風邪をひき、24日に肺炎を併発した。同1927年2月28日、右肺上葉クループ性肺炎により76歳で死去した。なお、直接の死因は肺炎だが、胸腺に悪性腫瘍も認められたため、半年ももたなかったろうと診断されている。

## 論文
下記の論文の内の一つ、「母体ノ脚氣ト小兒ノ腸胃症トノ關係」は、乳児の脚気を例証した論文である。明治期、特に1890年代末から1910年代初頭にかけての脚気による死亡数は1万人を超え、その約5パーセントが乳幼児であった。瑞子はドイツ留学を経験した専門医として、乳児の死亡率の現認を追及して、乳幼児の救済に努めようとしたものと見られている。
- 「母体ノ脚氣ト小兒ノ腸胃症トノ關係（通常會所演）」『順天堂医学』M25第41号、順天堂医学会、1892年、1006-1010頁、CRID 1390001205749347200、2020年10月21日閲覧。[10]
- 「小兒ノ疫咳ニ併發セル肺炎及腦溢血患者ノ一例」『順天堂医学』M36第361号、1903年、72-74頁、CRID 1390001205749617664、2020年10月21日閲覧。[10]
- 「稀有ナル半身麻痺ノ一例」『児科雑誌』第69号、日本小児科学会、1906年2月、25-28頁、全国書誌番号:00009743。[10]

## 慈善活動

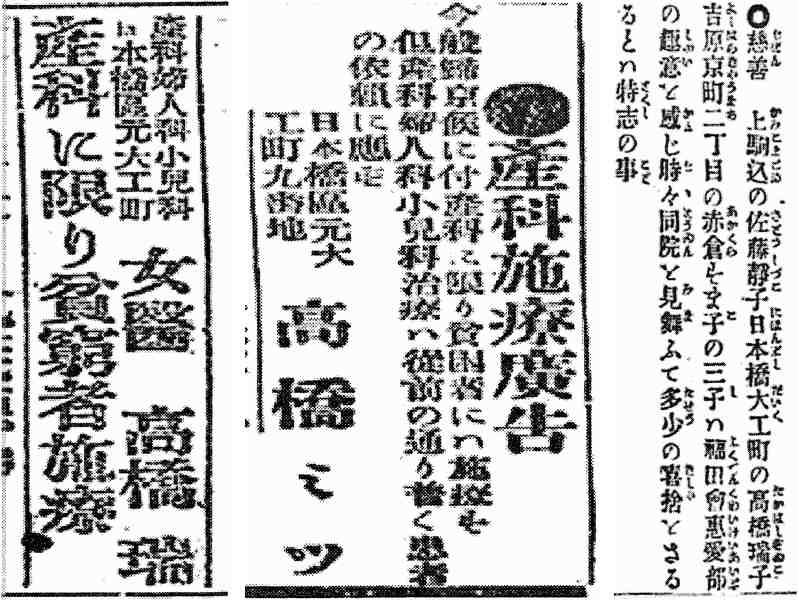
瑞子の慈善活動を報じる新聞記事。向かって右より順に、読売新聞1889年12月26日東京朝刊、同1892年5月20日東京朝刊、東京朝日新聞1898年7月4日朝刊。

瑞子が最初に開業した翌年の1889年（明治22年）12月26日、読売新聞の「慈善」の欄に、瑞子が東京の育児施設である福田会の恵愛部に寄付を行ったことが掲載されている。福田会は貧窮状態にある児童の救済のために設立された施設、恵愛部は福田会に創設された婦人部である。当時は明治維新の最中、政府が体制の不十分なままで富国強兵や殖産興業などの政策を推進したことで、人々の生活が混乱して困窮し、特に士族は廃藩置県や版籍奉還に伴って特権を失い、生活が悪化を始めていた。瑞子もまた士族出身で、恵まれない幼少時を過ごした過去があることから、多くの母子を救済したいと考えていたものと推察されている。
ドイツ留学から帰国後は、産科に限り貧窮者の無償施療を始めており、1892年（明治25年）5月20日の読売新聞、1898年（明治31年）7月5日の東京朝日新聞などに、その旨の広告が掲載されている。当時は多産であり、中流家庭でも出産へ要する費用の捻出が困難で、適切な助産行為を受けられる者が少なかった。また1890年代末の妊産婦死亡率は、後の平成期と比較すると百倍以上に達し、当時の出産は非常に危険なものといえた。こうしたことから瑞子の施した産科施療は、母子、特に貧困者層の保健衛生の向上に対して、大きな影響を与えたといえる。
さらに貧窮者への支援として、小児科医として種痘医の資格を所持していたことから、予防接種のために孤児院へも出向いていた。1906年（明治39年）6月18日の朝日新聞には、瑞子が乳児院で無償で種痘治療を行ったと報じられている。日本での種痘は幕末から普及していたが、その努力も及ばず、1886年（明治19年）には死者は天然痘による18000人以上に上り、最も恐ろしい伝染病の一つといえた。政府はこの予防のため1876年（明治9年）に種痘医規則や天然痘予防規則を定めたことから、瑞子もまた子供たちの命を守るため、無償で種痘医療に努めたと考えられている。

## 和歌
瑞子が晩年に嗜んでいた短歌は、没後に私家版の歌集『瑞雲集』として発行された。以下の歌はいずれも、同歌集に収録されている。

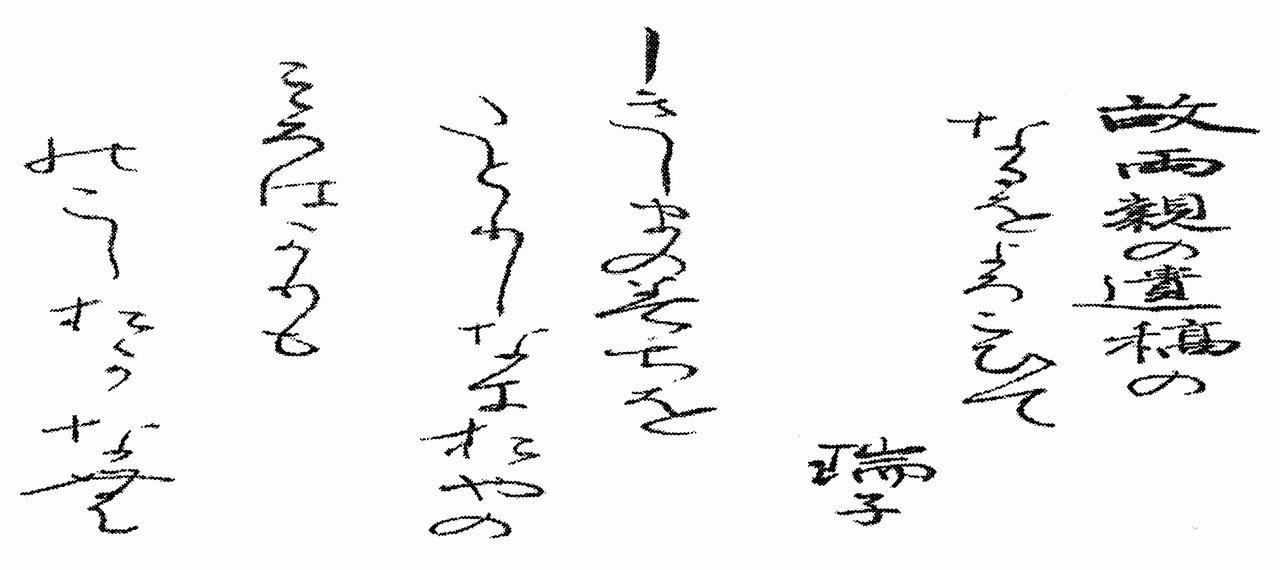
瑞子が父の遺稿集『春河流集』に沿えた直筆の歌「しきしまの みちをたどりし 亡きおやの こころばかりも のこしおかなむ」。大意は「古き良き日本の美しさ（和歌の道）を知っている両親の心を残しておきたい」。

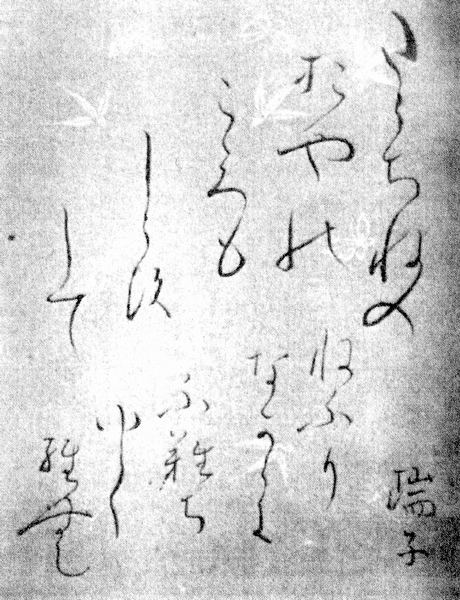
『瑞雲集』の瑞子直筆の短冊の一つ

- ふるさとのこともわすれて浪まくら 夢むすふまてなれにける哉
  - 津久井磯の顕彰碑の除幕式へ向かう道中で詠んだ歌。大意は「故郷のことを忘れて船路へ出たことも、今では夢のようになってしまった」。かつてはドイツ留学まで果たした激動の人生も、引退後の瑞子にとっては夢のようなことであり、完全に職業人としての第一線を離れていた心情が窺える[84]。
- わかれをば おしまん人もなき身なり 心もかろく いざいでたたむ
  - 辞世の句[2]。大意は「慣れ親しんだ人もいなくなった、あるいは、もともといない。気楽にあの世に旅立てよう」。人生に思い残すことなく死後の世界に旅立てるとの思いを表しており、瑞子の潔い性格、自ら決めたことを違えない性格が表現されている[84]。

この他に、喘息の療養のために滞在した熱海の梅園、1923年（大正12年）に体験した関東大震災なども短歌に詠まれている。これらの和歌について、北海道立文学館の学芸主幹である新明英仁は、「ストレートな表現、技法であり、瑞のたくましさや強さが感じられる作品である」と評価している。また文芸評論家の勝本清一郎や、瑞子の郷里である西尾市の『西尾市史』の編纂委員を務めた礒貝逸夫は、以下のように述べている。
『瑞雲集』は基本的に活版印刷だが、瑞子の直筆の短冊の写真もいくつか収められている。瑞子が書道を習ったことは確認されていないが、その文体は「優しくたおやかな文体」「線は太目、ふっくらと大らかな達筆で、その人柄が反映されているようだ」などと評価されている。

## 没後

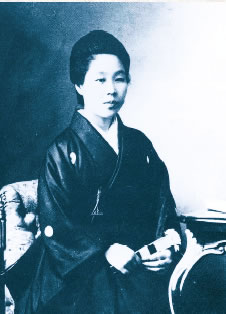
吉岡彌生

東京女医学校（後の東京女子医科大学）設立者である吉岡彌生は、済生学舎での瑞子の後輩にあたり、瑞子と親交があった。瑞子は70歳のとき胆石を患い、晩年の病床を見舞った吉岡に、瑞子は「私の体を解剖して、学生たちの研究に役立ててほしい。骨も焼いては勿体ないので、標本にして教材にしてほしい」との遺言を遺していた。この遺言は、1921年（大正10年）6月10日の読売新聞東京朝刊に掲載された。
没後は遺志に基づき、遺体は東京女医学校で解剖実習に供された。執刀は同校教授の佐藤清の執刀、立会人は女医の連絡機関である日本女医会の評議員たちが務めた。解剖後の遺骨は骨格標本「高橋先生のお骨」として、東京女医学校の校宝として保存され、太平洋戦争の空襲で病院が焼失する中でも守り抜かれた。吉岡は「死してなお医学のために尽くそうとするこの大先輩の意気に打たれないではいられませんでした」と、瑞子を称えた。
女性史研究家の村上信彦は自著『明治女性史』において、瑞子をこう嗟嘆した。
吉岡彌生は、日本初の公許女医である荻野吟子を引き合いに出して、「荻野（吟子）さんが日本の女医の生みの親だとすれば、育ての親に当たるのが3番目に女医になった高橋瑞子さんであります」と語った。瑞子の開業の前年に日本第2の公許女医となった生沢クノもまた、1943年（昭和18年）1月の『日本女医会雑誌』からのインタビューに対して、日本女医の道を開拓した人物として瑞子の名を挙げた。
墓碑は郷里の愛知県西尾市の盛厳寺に、瑞子が父のために建立した碑と共にある。ただし、上述の通り検体して東京女子医科大学に遺骨が保存されていること、また独身で子供もおらず、遺骨を持ち帰る遺族もいなかったであろうことから、この墓に遺骨は収められていないと考えられている。また瑞子が生前に、東京都世田谷区の豪徳寺の住職と親交があった縁で、1933年（昭和8年）に近親者により、豪徳寺に記念碑が建立された。
2011年（平成23年）には、瑞子の骨標本を新たに調査した結果、妊娠の経験の可能性が発見された。瑞子はかつての貧窮時代の語りを嫌うことで知られるが、この新たな発見により、瑞子があまり語っていなかった過去の貧窮時代の妊娠、出産の可能性が高いことが示唆された。男性との同棲や結婚の経験も、この可能性の高さを裏付けている。しかし瑞子が子供を出産して、育てたという記録は発見されていない。従って瑞子は、経済的事情により子供を育てることが叶わず、母子の救済のために尽力したいとの思いで、産婆の道を進み、そして多くの女性や子供たちへの慈善活動に繋がったとの推察もある。

## 人物
骨太で男勝りの体格であり、髪も短髪であった。ドイツ留学時、日本公使館の館員たちは、瑞子を見て驚き、後年「板額の生まれ変わりみたいな中婆さん」と回顧した。50歳を越える頃には肥満が進行し、裾がはだけて歩きにくいので、袴を着用した。「まるで女の相撲取り」とも言われた。没後の遺体解剖所見の内容を一部要約すると「身長約145センチメートル、骨太、大変な肥満」であった。また「脳髄の発育は極めて良好」「脳内質に異常なし」とあることから、76歳の老体にもかかわらず、思考や感性の衰えはなく、痴呆の傾向もなかったことが示されていた。瑞子を主人公とした小説『骸骨哄笑』を著した杉本苑子も、その容姿を「商売を切って回す大店（おおだな）のお内儀、大きな料亭で睨みをきかす、やり手の女将（おおおかみ）」と表現した。
済生学舎への入学やドイツ留学の逸話が物語るように、型破りな個性の持ち主であった。男物の服を身につけ、道を行く際には、荷物を風呂敷で包んで首に巻き付け、肩を揺さぶって歩いた。酒もたばこも好んだ。夏季は湯文字と羽織だけを着て、大きな乳房を晒して平気で人前に出た。人力車に乗り、走り方が少しでも遅いと「這ってるのかい? もっとキリキリ飛ばさんかい」と、太くて低い、凄みのある声で叱咤した。その姿は日本橋の名物の一つともいわれ、下町の女性たちからも憧れられた。
思い切りが良く、思い立ったら行動に移した。物おじもせず、負けん気が強い性格であった。窮状を抱えても決して表情には出さず、むしろ笑い飛ばした。順天堂医院に研修を断られたときも、隣人（佐藤進の甥）から同情されても「女は駄目だって言われてしまいました」と笑うだけだった。彼が佐藤に研修を進言したのは、この性格を気に入ったためとの説もある。豪徳寺の記念碑にも、その人物像を「女傑」と刻まれている。
その一方で、ドイツからの帰国後に何度か移転し、瑞子の家を買った者が、関東大震災で家を失うと、瑞子は不運な買い手への慰謝として、残金を棒引きにした上に、見舞金まで贈るなど、人情家の一面もあった。周囲からは「瑞さん」の名で呼ばれ、親しまれた。窮状を救ってくれた恩人へは礼を尽くし、医師として名を成した後には、書生たちを一人前に育て上げるために学費を援助し、その支援により工学博士や医学士となった者も多かった。反戦ジャーナリストとして知られる桐生悠々も瑞子の援助を受けた1人であり、瑞子が桐生に出した援助の条件は「私の方が先に死ぬから、死んだら墓を作ってくれればいい」であった。援助した者の1人を、自分の姪（姉の子）と縁組させたこともあった。
医師を廃業したときには、以下の通りの挨拶文を出した。これにも、よく言えば率直、悪く言えば無遠慮ともいえる瑞子の人柄が現れているとの意見もある。
若い時代から苦労を重ねただけに、人生経験が豊かで、人の心の機微や世間の事情によく通じ、交際範囲は広かった。順天堂での研修で隣人や佐藤志津の助力を受けたことも、瑞子の性格を物語っている。また下宿で長く友人付き合いした者に、医学者の岡田和一郎がいた。瑞子は岡田と花札友達であり、受験最中でも、余暇には岡田と花札を楽しんだ。
過去の思い出を語らないことでも知られた。戸籍により生年月日と出身地が判明しているが、「故郷があったか、いつ出てきたかは、全部忘れた。ただ、ひょっこりと今、ここにこうしているだけ」と語る調子であった。年齢を尋ねられると「歳は年に一つずつとるもの」と答えた。開業後に弟子をとった後でも、長年にわたって一緒に暮らした弟子にさえ、自分の子供時代のことを語ったことは、一度もなかった。
医師としては親切な態度で患者に接したため、評判が良かった。短髪で羽織袴姿であったことから「男装の女医さん」とも呼ばれた。『風俗画報』の「新撰東京名所図会」にも取り上げられた。先述の勝本清一郎は、少年期に瑞子の患者の1人であり、ドイツ留学から帰国した頃の瑞子のことを、以下のように回想した。
離婚後に生涯を独身で通したことについては、瑞子は以下の言葉を遺した。

## 年譜
- 1852年12月5日（嘉永5年10月24日） - 三河国幡豆郡西尾で誕生[18]
- 1862年（文久2年）10月[51] - 父が病死、母も間もなく死去[24]
- 1877年（明治10年） - 東京の伯母から乞われて上京[21]、しかし約1年後に家を出る[20][21]
- 1879年（明治12年） - 前橋の産婆会の会長である津久井磯の助手として勤める[20][29]
- 1881年（明治14年）- 産婆開業資格を取るべく、上京して産婆養成所である紅杏塾（後の東京産婆学校）で学ぶ[31]
- 1882年（明治15年[注 6]） - 開業資格を取得[29][31]
- 1883年（明治16年） - 内務省衛生局長に直訴して、現状を訴える[51]
- 1884年（明治17年） - 済生学舎に入学[51]
- 1885年（明治18年[注 6]） - 医術開業前期試験に合格
- 1887年（明治20年）3月 - 医術開業後期試験に合格[3][29]
- 1888年（明治21年） - 日本で第3の公許女医として登録され[3][29]、日本橋の元大工町に「高橋瑞子医院[66]」を開業[7][60]
- 1889年（明治22年）12月26日 - 福田会の恵愛部に寄付[14]
- 1890年（明治23年） - ドイツのベルリン大学へ留学[68]
- 1891年（明治24年） - 帰国、日本橋で再開業[29][76]
- 1892年（明治25年） - 産科に限り貧窮者無償施療を始める[14]
- 1906年（明治39年）頃 - 予防接種のために孤児院無償で種痘治療を行う[14]
- 1914年（大正3年[注 6]）- 医師を引退[68][76]
- 1920年（大正9年）- 前橋で津久井磯の顕彰碑の除幕式に参列[76]
- 1927年（昭和2年）2月28日 - 肺炎により76歳で死去[20]

## 関連作品
- 杉本苑子『骸骨哄笑』
  - 高橋瑞子を主人公とした実録小説とされるが、事実を誇張したフィクションの描写も含まれる[32][39]。『小説現代』1977年（昭和52年）7月号に掲載[103]、短編集『開化乗合馬車』（1980年）に収録[32][104]。
- 一ノ関圭『女傑往来』『女傑走る』
  - 前者は瑞子の済生学舎での苦学時代を描いた漫画、後者は開業後の瑞子を狂言回しとしたミステリー仕立ての漫画[105][106]。フィクションの描写が多く、時系列的にも難があるが、伝記などの研究による瑞子自身の描写については、ドイツ文学者の石原あえかは「実像に迫っている感じがする」と評価している[39]。前者は小学館「ビッグコミック」1977年（昭和52年）8月25日号[107]、後者は同誌1978年（昭和53年）10月10日号に掲載[108]。単行本は短編集『らんぷの下』（1980年）に収録[109][110]。
- 田中ひかる『明治を生きた男装の女医 高橋瑞物語』
  - 瑞子を主人公とした伝記物語。著者の田中ひかるは歴史社会学者[111]。ノンフィクションノベルとされるが、資料の乏しい箇所は、田中の想像を交えて脚色されている[111][112]。2020年（令和2年）7月発行[113]。